# 亨德里克·倫斯特拉
小亨德里克·威廉·倫斯特拉（荷蘭語：Hendrik Willem Lenstra Jr.，1949年4月16日—）是一名荷蘭數學家。

## 生平
倫斯特拉於1977年獲得阿姆斯特丹大學博士學位，1978年成為該校教授。1987年，他被任命為加利福尼亞大學柏克萊分校的教員；從1998年開始，他一直在加利福尼亞大學柏克萊分校和萊頓大學之間工作，直到2003年從加利福尼亞大學柏克萊分校退休，在萊頓大學擔任全職教授。
他的三個兄弟阿爾揚·倫斯特拉、安德里斯·倫斯特拉（Andries Lenstra）和揚·卡雷爾·倫斯特拉也是數學家。揚·卡雷爾·倫斯特拉是荷蘭數學和計算機科學研究學會（CWI）的前任主任。亨德里克·倫斯特拉是2010年國際數學家大會程序委員會主席。

## 科學貢獻
倫斯特拉主要從事計算數論方面的工作。他因以下成就而知名：
- 共同發現倫斯特拉-倫斯特拉-洛瓦茲格還原演算法（英语：Lenstra–Lenstra–Lovász lattice basis reduction algorithm）（1982年）
- 開發一種多項式時間演算法，用於求解變數數目固定時的可行性整數規劃設計問題（1983年）[3]
- 發現橢圓曲線因式分解法（英语：Lenstra elliptic-curve factorization）（1987年）[4]
- 計算逆費馬方程式的所有解（1992年）[5]
- 科恩-倫斯特拉啟發法—一組關於二次域類群結構的精確猜想[6]

## 榮譽
1984年，倫斯特拉獲選為荷蘭皇家藝術與科學學院院士。1985年，他因研究利用數字幾何解決變數較少的整數程序而獲得富爾克森獎。1998年，他被授予斯賓諾莎獎，2009年4月24日，他被授予荷蘭獅子騎士勳章。2009 年，他被德國數學學會授予高斯講座獎。2012年，他成為美國數學學會會士。

## 外部連結
- .   [2023-12-13]. （原始内容存档于2024-02-14）.
- .   [2008-04-18]. （原始内容存档于2020-01-22）., Homepage at the Leiden Mathematisch Instituut
- 亨德里克·倫斯特拉在數學譜系計畫的資料。